# Uladzimir Mackievič
Uladzimir Uladzimiravič Mackievič (také Uladzimir Matskevich; bělorusky Уладзімір Уладзіміравіч Мацкевіч, Vladimir Vladimirovich Matskevich, rusky Владимир Владимирович Мацкевич; narozen 14. května 1956, Čeremchovo, Irkutská oblast) je běloruský filozof (metodolog), sociální a politický aktivista. Dne 4. srpna 2021 byl zatčen běloruskými úřady. Organizace pro lidská práva ho prohlásily za politického vězně.

## Životopis
Jeho běloruští rodiče byli násilně převezeni na Sibiř, kde se narodil Mackievič. Jeho rodina byla brzy rehabilitována a v roce 1966 se vrátila do Běloruska. Na Leningradské státní univerzitě vystudoval psychologii. Byl silně ovlivněn Georgijem Ščedrovickim a moskevským metodickým kroužkem.
Koncem 80. let žil v Lotyšsku a zúčastnil se tamní perestrojky. V roce 1994 se vrátil do Běloruska. V 90. letech se Mackievič účastnil různých volebních kampaní jako kandidát i jako politický technolog. Konzultoval také 3 strany, které se spojily do Sjednocené občanské strany. Za jeho účasti vznikla i Charta 97. Mackievič je dlouholetým kritikem Alexandra Lukašenka, v roce 2011 charakterizoval politickou situaci jako „personalistickou diktaturu, která zavedla stanné právo“. Podpořil protesty po prezidentských volbách v roce 2020 a označil Lukašenka za „nelegitimního prezidenta“. V únoru 2021 Mackievič uvítal objevení se nedávno zveřejněné strategie společné opozice, ale kritizoval velkou část jejího obsahu.
V letech 1994 a 1996 se Mackievič podílel na vývoji dvou projektů reformy školství na žádost Ministerstva školství Běloruska, ale tyto projekty nebyly realizovány. V roce 2007 se Mackievič podílel na vytvoření nevládní organizace, která je členem Fóra občanské společnosti Východního partnerství. Založil a vedl také Agenturu pro humanitární technologie (Russian). Mackievič spolu se socioložkou Tatsianou Vadalazhskou vytvořil „Létající univerzitu“ (Russian), která se zaměřovala na rozvoj kritického myšlení.

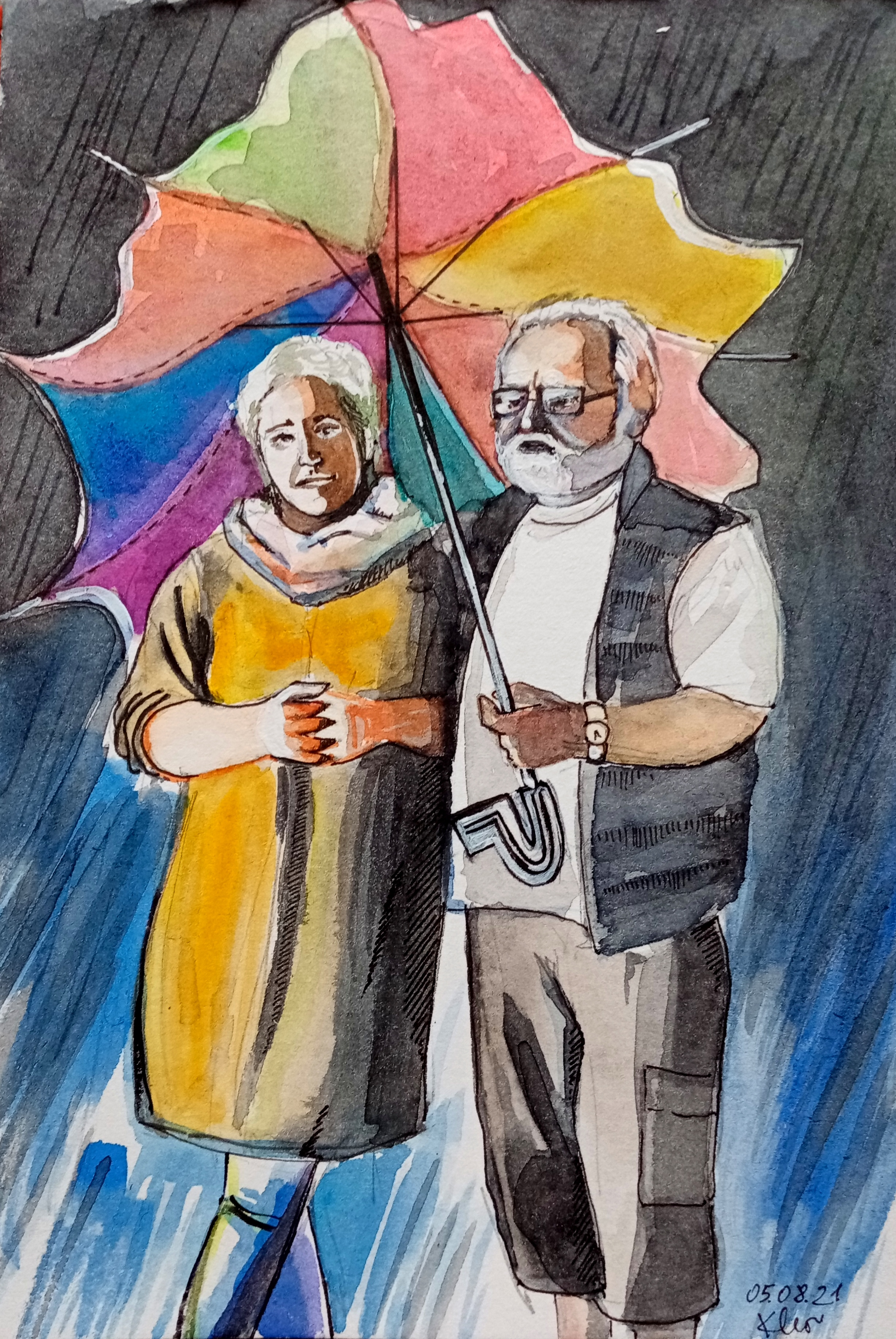
Tatsiana Vadalazhskaya a Uladzimir Mackievič si myslí Bělorusko.

Byl zadržen 4. srpna 2021. Tatsiana Vadalazhskaya a několik dalších aktivistů, kteří jsou s ním spříznění, byli zadrženi ve stejný den. Dne 6. srpna ho 8 běloruských organizací pro lidská práva ve společném prohlášení prohlásilo za politického vězně. Byl obviněn z „organizace akcí, které hrubě porušují veřejný pořádek“ podle článku 342 běloruského trestního zákoníku.
V roce 2011 měl více než 50 publikovaných prací.

## Texty a videa
- About three generations of techniques working with public conscience and activity in the political framework
- Special Project “Political techniques in modern authoritarian regimes”(Video with English subtitles)
- The Road Map Of The Belarusan Revolution
- Cultured Politics. Program for the Transformation of Belarus
- Public dialog in Belarus: from grass-roots democracy to civic participation